# Geprägetheorie
Der Begriff Geprägetheorie bezeichnet im deutschen Einkommensteuerrecht die Qualifizierung einer
Einkunftsart. Diese wird von der Rechtsprechung und Verwaltungspraxis beachtet.

## Gesetzliche Grundlage
Nach § 15 Abs. 3 Nr. 2 EStG gilt eine von einer Personengesellschaft ausgeübte Tätigkeit insgesamt als gewerblich (gesetzliche Fiktion), wenn
- alle persönlich haftenden Gesellschafter (Komplementäre) Kapitalgesellschaften sind und
- nur diese (oder Nicht-Gesellschafter) zur Geschäftsführung befugt sind.

Nach dieser Vorschrift prägt diese Konstellation alle Einkünfte zu gewerblichen Einkünften (gewerblich geprägte Personengesellschaft). Die „typische“ – durch Rechtsform als Gewerbebetrieb geprägte – Gestaltung ist die GmbH & Co. KG, aber auch die GmbH & Co. KGaA und die AG & Co. KGaA kommen für eine gewerbliche Prägung in Betracht, soweit sie nicht bereits originär gewerblich tätig sind.
Ein Nachteil ist, dass die Gesellschaft mit den gesamten Gewinnen gewerbesteuerpflichtig wird. Gesellschafter, die natürliche Personen sind, können die Gewerbesteuer zwar auf ihre Einkommensteuer anrechnen lassen. Dies allerdings – in Abhängigkeit vom Gewerbesteuerhebesatz der Gemeinde – nur bis zu einem gewissen Höchstbetrag. Weitere Nachteile können die Buchführungs- und Bilanzierungspflichten und die weiteren Auflagen für Gewerbetreibende sein.
Entscheidende Vorteile liegen dagegen im Bereich der Verlustzuweisungsgesellschaften, der erhöhten Abschreibungen, der Möglichkeiten zur Rückstellungsbildung und nicht zuletzt – bei einem Erbfall – in geringeren Steuersätzen und erhöhten Freibeträgen zur Erbschaftsteuer.